# Саут-Баунд-Брук
Са́ут-Ба́унд-Брук (англ. South Bound Brook) — городок (боро) в округе Сомерсет штата Нью-Джерси, США. Основан в 1869 году. До 1891 года носил название Блумингтон (англ. Bloomington).
Население — 4492 (2000).

## Украинская диаспора
Для украинской диаспоры Саут-Баунд-Брук (который в украинских источниках нередко именуют просто Баунд-Брук, что приводит к путанице с другим городом) играет особую роль. Здесь находится духовный центр украинского православия в Америке, собор Св. Андрея Первозванного вместе с прилегающим мемориальным комплексом — кладбищем Святого Андрея. Эти земли под храм приобрёл ещё в 1950-е году будущий первоиерарх УАПЦ Мстислав (Скрипник).
Церковь-монумент св. Андрея Первозванного, возведённую в память о жертвах голода на Украине 1932—1933 годов, спроектировал архитектор из Канады Юрий Кодак, сын писателя Степана Васильченко. Рядом с собором расположены другие здания — консистория, семинария Святой Софии, школа религии и украиноведения, Дом украинской культуры, концертный зал на 1500 мест, Музей церковных святынь, библиотека на 140 тысяч наименований, архив и типография, гостиница для пожилых и памятники княгине Ольге и основателю УАПЦ Василию Липковскому).
В крипте собора с 1993 года находится тело Мстислава (Скрипника), а вокруг собора расположено кладбище Святого Андрея — многогектарный пантеон, где похоронены многие известные деятели Украины, окончившие жизнь в эмиграции.